# La Haye-Malherbe
La Haye-Malherbe è un comune francese di 1 502 abitanti situato nel dipartimento dell'Eure nella regione della Normandia.

## Società

### Evoluzione demografica
Abitanti censiti